# Rogério Brito
Rogério Brito, właściwie Manuel Rogério de Sousa Brito (ur. 20 grudnia 1945 w Lizbonie) – portugalski polityk, samorządowiec i inżynier rolnik, parlamentarzysta krajowy II, III, IV, V, VI i VIII kadencji, od 1991 do 1993 poseł do Parlamentu Europejskiego III kadencji, burmistrz Alcácer do Sal.

## Życiorys
Z zawodu inżynier rolnik, publikował prace naukowe z tego zakresu. Należał do Portugalskiej Partii Komunistycznej, znalazł się w jej władzach w regionie. W latach 1980–1991 i 1995–1999 zasiadał w Zgromadzeniu Republiki II, III, IV, V, VI i VIII kadencji, będąc m.in. szefem komisji rolnictwa i rybołówstwa. Od 1989 do 1991 należał także do Zgromadzenia Parlamentarnego Rady Europy, gdzie należał do biura politycznego i kierował frakcją lewicową.
W 1989 bez powodzenia startował do Parlamentu Europejskiego z listy Unitarnej Koalicji Demokratycznej, mandat uzyskał 19 grudnia 1991 po rezygnacji José Barrosa Moury. Dołączył do Unii Lewicowej, został m.in. członkiem Komisji ds. Transportu i Turystyki oraz Delegacji ds. stosunków z państwami Ameryki Środkowej i Meksyku. 26 października 1993 zrezygnował z zasiadania w Europarlamencie, by kandydować w wyborach samorządowych w Alentejo (zastąpił go wówczas José Barata-Moura). W styczniu 1994 został również burmistrzem Alcácer do Sal, od 1998 kierował radą regionu Alentejo. W zgromadzeniu gmin w regionie sprawował funkcję członka rady nadzorczej i szefa (od 1997), od 1994 do 1997 należał też do rady nadzorczej krajowego związku gmin.